# Colonisation française du Texas

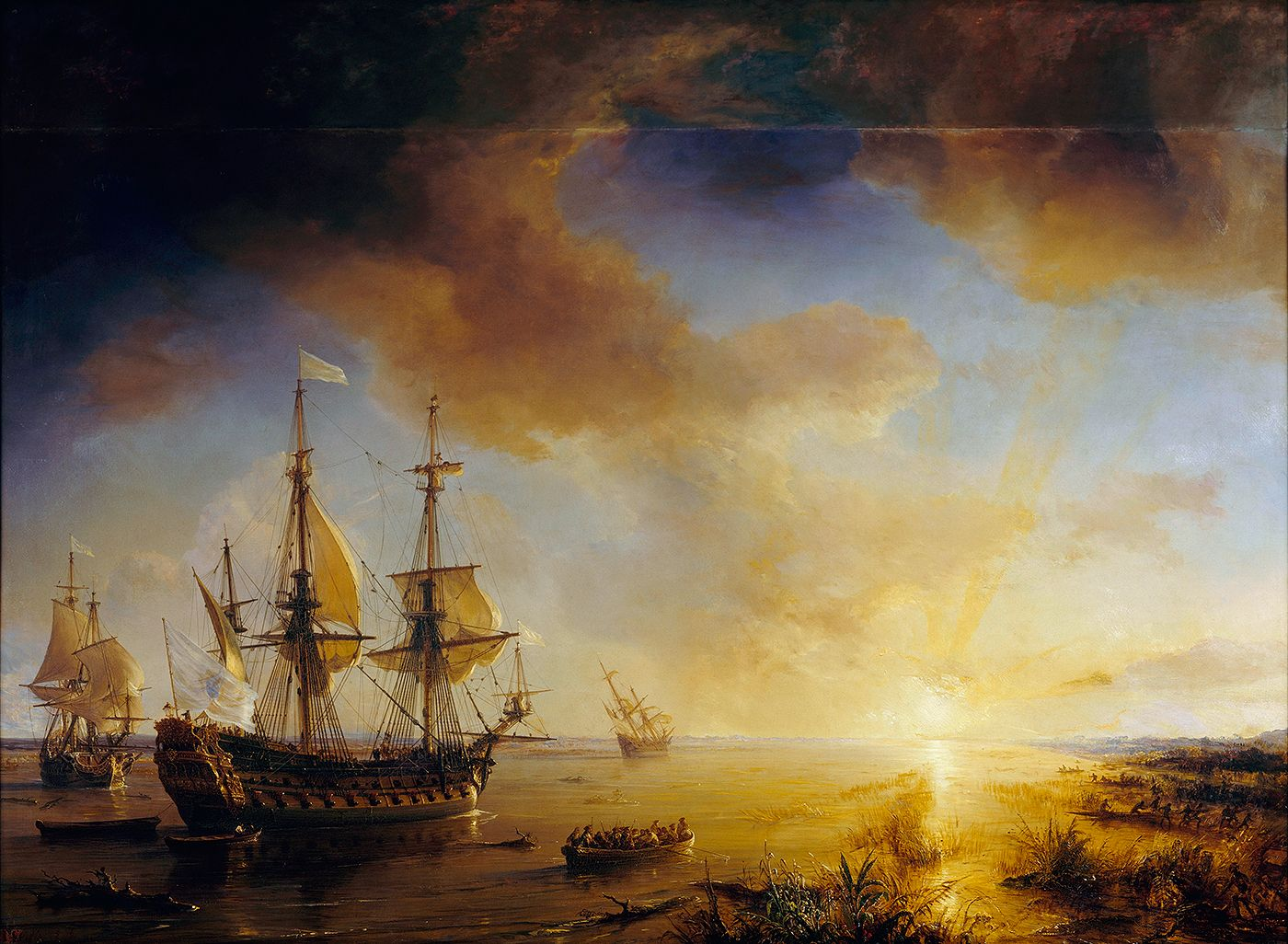
L'Expédition de Robert Cavelier de La Salle à la Louisiane en 1684, peint en 1844 par Théodore Gudin.

La colonisation française du Texas trouve son origine avec le Fort Saint-Louis, situé près de l'actuelle census-designated place d'Inez dans le comté de Jackson.
Créé en 1685 près de la baie de Matagorda par l'explorateur René-Robert Cavelier de La Salle, ce dernier avait dû changer ses plans visant à fonder une colonie à l'embouchure du fleuve Mississippi, à cause de cartes inexactes et d'erreurs de navigation. Ainsi, le débarquement se réalise à près de 640 kilomètres plus à l'ouest, au large de la côte de l'actuel Texas. La colonie a survécu jusqu'en 1688.

## Expéditions de La Salle

### Première expédition

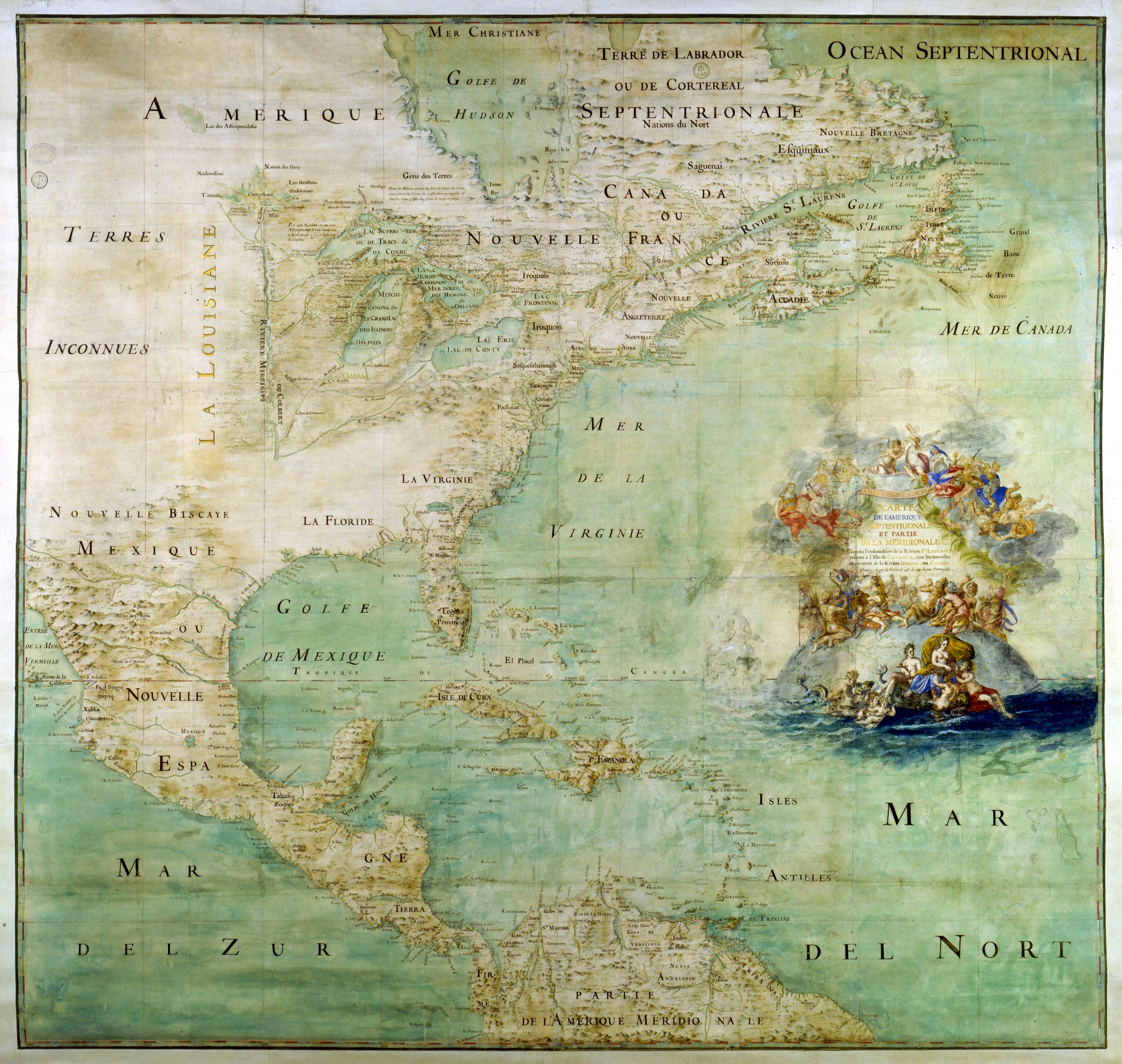
Cette carte de 1681 montre la perception de l'Amérique du Nord par le cartographe Claude Bernou avant que La Salle ne traverse le Mississippi. Le Río Grande est inscrit sous le nom de Rio Bravo, et la carte révèle un manque de connaissances de la géographie du Texas.

À la fin du XVIIe siècle, la majeure partie de l'Amérique du Nord a été revendiquée par diverses puissances européennes. L'Espagne a revendiqué la Floride ainsi que le Mexique actuel et la plupart du Sud-Ouest du continent. Les côtes atlantiques septentrionales et centrales ont été revendiquées par les Britanniques, et la Nouvelle-France englobe une grande partie du Canada actuel ainsi que le pays des Illinois. Les Français craignent que leur territoire ne soit vulnérable aux visées expansionnistes de leurs voisins. En 1681, le Français René-Robert Cavelier de La Salle lance une expédition en aval du Mississippi depuis la Nouvelle-France, pensant au départ qu'il trouverait une route vers l'océan Pacifique. Au lieu de cela, La Salle trouve une route vers le golfe du Mexique. Bien que Hernando de Soto a exploré et revendiqué cette région pour l'Espagne 140 ans auparavant, le 9 avril 1682, La Salle revendique la vallée du Mississippi au nom du roi français Louis XIV, nommant le territoire Louisiane en son honneur.
À moins que la France n'établisse une base à l'embouchure du Mississippi, l'Espagne aurait une occasion de contrôler la totalité du golfe du Mexique et représenter une menace potentielle aux frontières méridionales de la Nouvelle-France. La Salle pense que le fleuve Mississippi se trouve à proximité de la limite orientale de la Nouvelle-Espagne. À son retour en France en 1684, il propose à la Couronne l'établissement d'une colonie à l'embouchure du fleuve. La colonie pourrait fournir une base afin de promouvoir le Christianisme parmi les peuples indigènes ainsi qu'une position commode pour attaquer la province espagnole de Nouvelle-Biscaye et prendre le contrôle de ses lucrative mines d'argent,. Il argue qu'un petit nombre de Français pourrait envahir avec succès la Nouvelle-Espagne en s'alliant avec quelques-uns des plus de 15 000 Amérindiens en colère contre l'asservissement des Espagnols. Après que l'Espagne a déclaré la guerre à la France en octobre 1667, Louis XIV accepte de soutenir le plan de La Salle. Il doit retourner en Amérique du Nord et « confirmer l'allégeance des Indiens à la couronne de France, qui les conduit à la vraie foi, et de maintenir la paix inter tribale ».

### Seconde expédition
La Salle planifie d'abord de se rendre en Nouvelle France, puis d'aller par la terre jusqu'au sud de l'Illinois, avant de descendre le Mississippi jusqu'à son embouchure. Cependant, Louis XIV entend contrarier les plans des Espagnols et insiste pour que La Salle se rende dans le golfe du Mexique, que l'Espagne considère être sa propriété. Si La Salle ne réclame d'abord qu'un seul navire, il quitte La Rochelle avec quatre, le 36 canons Le Joly, L'Aimable, la barque La Belle et le ketch Saint-François. Louis XIV a mis à a sa disposition Le Joly et La Belle, tandis que La Salle loue L'Aimable et le Saint-François auprès de marchands français. Le souverain lui fournit aussi cent soldats et l'ensemble des équipages, ainsi que des revenus pour engager des marins qualifiés dans l'expédition.
Les navires transportent près de trois cents hommes, dont des soldats, des artisans, six missionnaires catholiques, huit marchands et une douzaine de femmes et d'enfants. Peu après le départ, la France et l'Espagne mettent fin à leurs hostilités et Louis XIV n'a donc plus d'intérêt à soutenir La Salle. Néanmoins, aucune information n'est transmise à l'Espagne qui ne soupçonne donc pas l'existence de l'expédition. Le sieur de Beaujeu, le commandant naval de l'expédition de La Salle ressent mal le secret que maintient La Salle autour du but final de l'expédition et les désaccords s'intensifient entre les deux hommes quand ils arrivent à Saint-Domingue. Ils s'affrontent notamment pour savoir où ancrer les navires et Beaujeu finit par faire voile pour une autre zone de l'île, ce qui permet à des corsaires espagnols de s'emparer du Saint-François, rempli de provisions et de biens en tous genres à destination de la colonie.

## Premier établissement

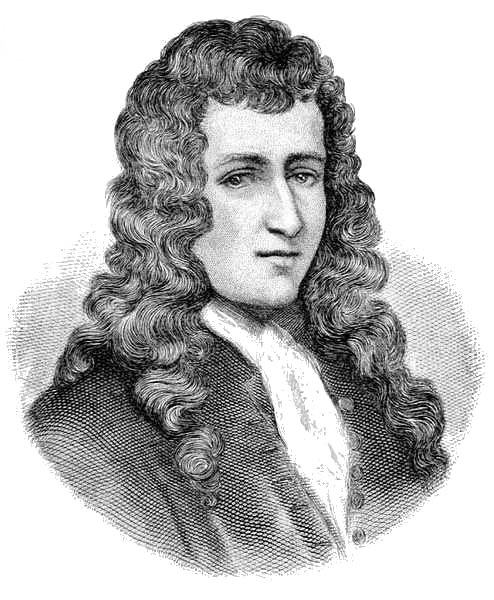
René-Robert Cavelier de La Salle

Le 20 février 1685, les colons touchent terre pour la première fois depuis leur départ de Saint-Domingue trois mois plus tôt. Ils implantent leur camp près du site de l'actuel phare de Matagorda Island. Le chroniqueur de l'expédition, Henri Joutel, décrit en ces termes ses premières impressions du Texas ; « Ce pays ne me semble guère favorable. Il est plat et sablonneux mais de l'herbe parvient tout de même à y pousser. Il y a plusieurs marais salants. Nous n'avons presque pas vu d'oiseaux sauvages, à l'exception de quelques grues et oies du Canada ».
Contre l'avis de Beaujeu, La Salle ordonne à La Belle et l'Aimable de s'aventurer dans la passe étroite pour apporter du ravitaillement au plus près de la colonie. Pour alléger L'Aimable, ses huit canons et une part de son chargement sont retirés. C'est d'abord La Belle qui pénètre dans le chenal puis La Salle envoie son pilote sur L'Aimable mais le capitaine refuse l'aide apportée. Alors que le navire met les voiles, un groupe de Karankawas s'approche et La Salle mène un groupe de soldats pour secourir les colons. Dans le même temps, L'Aimable se risque dans la passe mais s'ensable. Rapidement, La Salle est convaincu qu'il s'agit d'un acte délibéré du capitaine.
Pendant plusieurs jours, les hommes tentent de récupérer les outils et provisions se trouvant à bord de L'Aimable, mais une violente tempête les empêche de récupérer autre chose que de la nourriture, des canons, de la poudre et une petite quantité de marchandises. Le navire sombre le 7 mars. Les Français observent les Karankawas piller l'épave. Alors que les soldats français s'approchent du village amérindien pour récupérer leurs provisions, les villageois se cachent. En découvrant le village déserté, les soldats récupèrent non seulement les marchandises pillées mais s'emparent également de peaux d'animaux et de deux canoës. Furieux, les Karankawas attaquent, tuant deux Français et en blessant d'autres.
Beaujeu, ayant rempli sa mission en escortant les colons à travers l'océan, rentre en France à bord du Joly à la mi-mars 1685. De nombreux colons choisissent de rentrer en France avec lui, laissant environ 180 colons sur place. Bien que Beaujeu ait délivré un message de La Salle demandant des provisions supplémentaires, les autorités françaises, ayant fait la paix avec l'Espagne, n'ont jamais répondu,. Les colons restant souffrent de la dysenterie et de maladies vénériennes, et les gens meurent quotidiennement. Ceux qui  ne sont pas malades aident à la construction d'habitations rudimentaires et d'un fort temporaire sur l'île Matagorda.

### Fort
Le 24 mars, La Salle embarque 52 hommes dans cinq canoës afin de trouver un site moins exposé pour établir leur colonie. Ils découvrent Garcitas Creek, une rivière poissonneuse, avec de bonnes terres le long de ses rives. Ils le nomment Rivière aux Bœufs en raison des troupeaux de bisons vivant à proximité. Le fort est construit sur une falaise surplombant le ruisseau, à 1,5 lieues de son embouchure. Deux hommes meurent, l'un d'une morsure de crotale et l'autre de noyade alors qu'il tentait de pêcher. La nuit, les Karankawas encerclent de temps à autre le camp et poussent des hurlements, mais les soldats les effraient avec quelques coups de fusil. Le fort a parfois été appelé « Fort St. Louis » mais ce nom n'a jamais été utilisé au temps de la colonie et semble être une invention ultérieure.